# Holcombe Rogus
Holcombe Rogus – wieś w Anglii, w hrabstwie Devon, w dystrykcie Mid Devon. Leży 30 km na północny wschód od miasta Exeter i 233 km na zachód od Londynu. W 2001 miejscowość liczyła 503 mieszkańców.